# Pierre Daniel
Pierre Daniel (* 1530 in Orléans; † 1603 in Paris) war ein französischer Jurist, Philologe und Büchersammler. Dank seinen Beziehungen zu den Hugenotten wurden bei der Plünderung 1562 der berühmten Klosterbibliothek der Benediktinerabtei Fleury (Saint-Benoît-sur-Loire bei Orléans) große Teile des Handschriftenbestandes gerettet.

## Leben

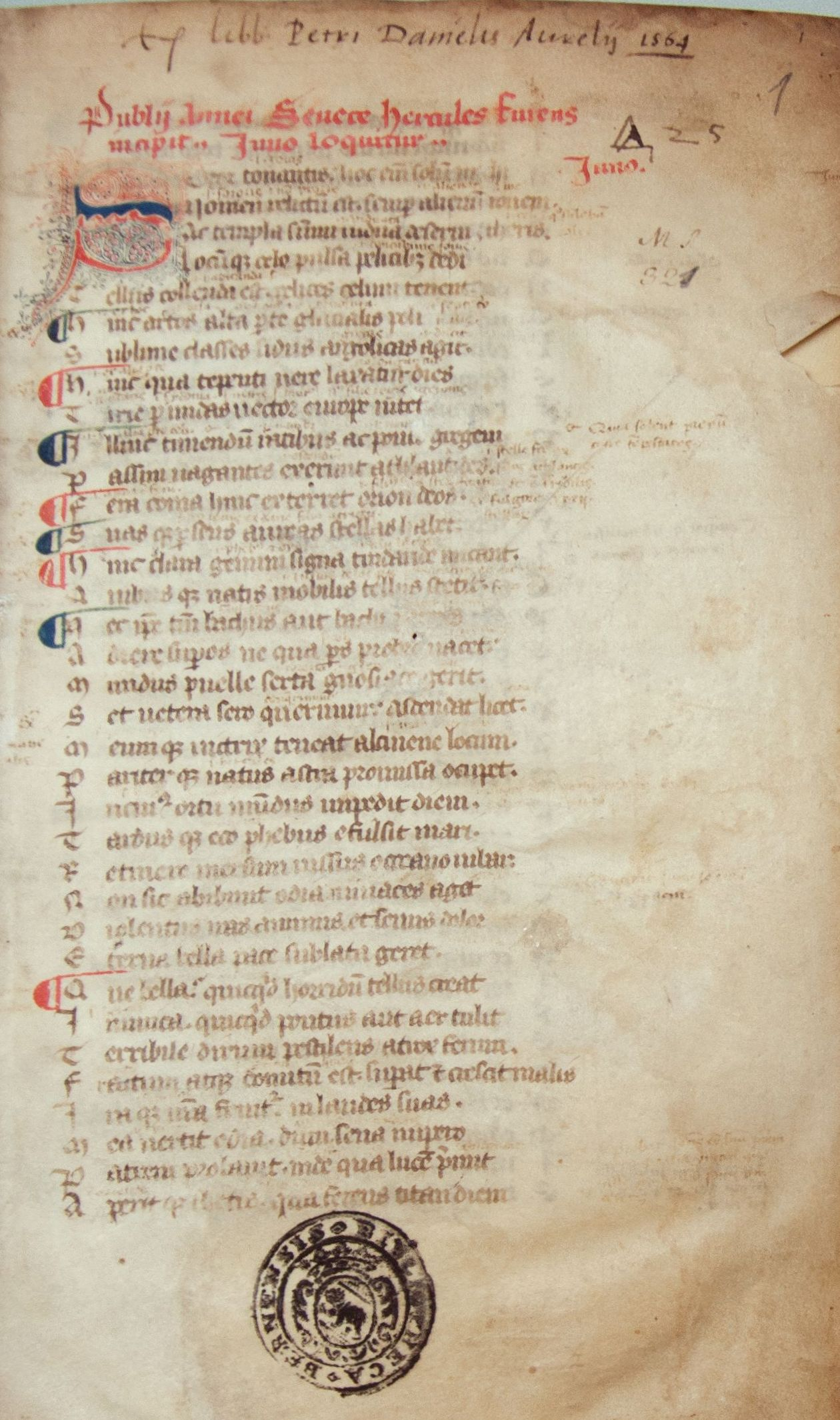
Titelseite einer mittelalterlichen Handschrift mit dem Exlibris von Pierre Daniel.

Pierre Daniel stammte aus einer angesehenen Juristenfamilie. Sein Vater, François Daniel, war eng befreundet mit Jean Calvin, dem er seinen gleichnamigen Sohn François zur Ausbildung in Genf anvertraute. Pierre hingegen studierte in Bourges bei Jacques Cujac und wurde 1566 zum Anwalt der Kaufleute von Orléans gewählt. Über Kontakte seines Vaters zum Kardinal Odet de Coligny hatte er bereits zuvor die Funktion eines Bailli (weltlicher Verwalter) der Benediktinerabtei Fleury (Saint-Benoît-sur-Loire bei Orléans) inne; spätestens ab 1567 und wohl bis an sein Lebensende, war er zusammen mit seinem Bruder François mit der Jurisdiktion von Fleury betraut.
Die privilegierte Stellung, die ihm Zugang zu einer der bedeutendsten Klosterbibliotheken Frankreichs verschaffte, sowie die engen Kontakte zu bedeutenden Gelehrten und Verlegern seiner Zeit, wie Claude Dupuy, Pierre Pithou,  François Viète, Joseph Justus Scaliger, Jacques-Auguste de Thou, ermöglichten ihm nicht nur, eine wertvolle Sammlung von Handschriften aufzubauen, sondern daraus auch wichtige Publikationen zu verfassen. Über die Vorgänge im Einzelnen sind wir über eine Reihe von Briefen und philologischen Sammlungen aus seinem Nachlass unterrichtet, die sich heute in der Burgerbibliothek Bern befinden.
Als Pierre Daniel 1603 starb, kaufte Jacques Bongars, der seit seinem Studium in Orléans und Bourges mit den Gebrüdern Daniel eng befreundet war, zusammen mit seinem Cousin Paul Pétau Daniels Erben einen Großteil der Bücher für 1500 livres ab. Der von Bongars erworbene Teil der Sammlung befindet sich heute in der Burgerbibliothek Bern, der von Pétau erworbene Teil wurde zerstreut und befindet sich heute in der Bibliothèque Nationale in Paris, in der Vatikanischen Apostolischen Bibliothek sowie in der Universitätsbibliothek Leiden und der Stadtbibliothek Orléans. Die Geschichte der Bibliothek von Fleury und ihre Zerstreuung ist in zahlreichen Publikationen beleuchtet worden. Eingehender mit den sogenannten Membra disiecta, d. h. zusammengehörigen Teilen von Handschriften, die sich heute in verschiedenen Bibliotheken befinden, hat sich in den 1950er bis 1980er Jahren Elisabeth Pellegrin befasst. Sie hat in verschiedenen Studien nachgewiesen, dass sich diese Vorgänge oft mit Pierre Daniel in Zusammenhang bringen lassen, der systematisch seltene Texte aus den ursprünglichen Bänden herausriss und sie befreundeten Gelehrten für Editionsvorhaben zur Verfügung stellte.

## Werk
Im Verhältnis zum Umfang seiner Studien und zur Anzahl der Manuskripte, die Pierre Daniel der Gelehrtenwelt bereitwillig zur Verfügung stellte, hat er nur wenige eigene Publikationen zum Abschluss gebracht. 1564 gab er den sogenannten Querolus heraus, eine Komödie des Plautus, die heute als Aulularia bekannt ist. Dieses Werk wurde 1595 erweitert und neu aufgelegt. 1598 erschien ein kleines Werk zu Theodulf von Orléans. Die gelegentlich erwähnten Opera omnia von 1599 hingegen sind ein Irrtum der früheren Forschung. Sein Hauptwerk war die Ausgabe des Vergil-Kommentars des spätantiken Grammatikers Maurus Servius Honoratus. Die nur in wenigen Handschriften überlieferte, ausführlichere Textfassung wurde 1600 nach langen Vorarbeiten publiziert und ist heute auch als Servius Danielis oder einfach DS bekannt. Erst nach seinem Tod herausgegeben wurden Daniels Studien zu Petronius, die 1610 in Frankfurt erschienen; das Material hatte Jacques Bongars aus dem Nachlass beigesteuert.
- Querolus, antiqua comoedia, nunquam antehac edita, quae in vetusto codice manuscripto Plauti Aulularia inscribitur. Nunc primum a Petro Daniele Aurelio luce donata, et notis illustrata... Paris 1564. (Digitalisat)
- Plauti Querolus sive Aulularia; ad Camerarii codicem veterem denuo collata. Eadem a Vitale Blesensi elegiaco carmine reddita, et nunc primum publicata. Additae P. Danielis, C. Rittershusii, I. Gryteri notae. Heidelberg 1595. (Digitalisat)
- P. Daniel, Theodulphi Antistitis Floriacensis postea episcopi Aureliaensis Paraenesis ad iudices. Paris 1598. (Digitalisat)
- Pub. Virgilii Maronis Bucolicorum, Eclogae X, Georgicorum, libri IIII, Aeneidos, libri XII : et in ea, Mauri Servii Honorati grammatici commentarii ... / ex bibliotheca Petri Danielis .... Accessit Fabii Planciadis Fulgentii liber de continentia Virgiliana .... Item Iunii Philargyrii commentariolus in Bucolica & Georgica Virgilii ... Paris 1600. (Digitalisat)
- T. Petronii Arbitri, equitis Romani Satiricon, cum Petroniorum fragmentis,: nouiter ... Ioan Theobaldi Schônvvetteri, excudit Ioannes Bringerus. Helenopolis (= Frankfurt) 1610. (Digitalisat)